# هورست ماير
هورست ماير (بالإنجليزية: Horst Meyer)‏ (و. 1926 – 2016 م) هو فيزيائي، وأستاذ جامعي، وعالم من سويسرا.

## جوائز
حصل على جوائز منها:
- جائزة فريتز لندن التذكارية [الإنجليزية]‏ (1993).